# La Bruguière
La Bruguière – miejscowość i gmina we Francji, w regionie Oksytania, w departamencie Gard.
Według danych na rok 1990 gminę zamieszkiwały 184 osoby, a gęstość zaludnienia wynosiła 11 osób/km² (wśród 1545 gmin Langwedocji-Roussillon La Bruguière plasuje się na 724. miejscu pod względem liczby ludności, natomiast pod względem powierzchni na miejscu 477.).